# Frank O'Connor (scrittore)
Frank O'Connor, pseudonimo di Michael Francis O'Connor O'Donovan (Cork, 17 settembre 1903 – Dublino, 10 marzo 1966), è stato uno scrittore irlandese.
Bibliotecario di Cork e Dublino, fu per breve tempo direttore dell'Abbey Theatre. Divenne molto celebre come autore di racconti, che raccolse in Storie (1953), Più Storie (1954) e Storie selezionate (1954).
Fu inoltre autore dei romanzi autobiografici Figlio unico (1961) e Il figlio di mio padre (1967).